# Oklahoma RedHawks
De Oklahoma RedHawks is een Minor league baseballclub uit Oklahoma City, Oklahoma. Ze spelen in de Southern Division van de American Conference van de Pacific Coast League. Hun stadion heet AT&T Bricktown Ballpark. Ze zijn verwant aan de Texas Rangers.